# Ioan Silviu Suciu
Ioan Silviu Suciu (* 24. November 1977 in Sibiu) ist ein ehemaliger rumänischer Kunstturner.
Suciu begann in Sibiu im Alter von sechs Jahren mit dem Turnen. Er gehörte zum Juniorennationalkader und gewann mehrere Medaillen bei Junioren-Europameisterschaften. 1997 gewann er drei Medaillen bei der Universiade darunter Gold am Pauschenpferd.
2000 nahm Suciu an den Turn-Europameisterschaften in Bremen teil und wurde Europameister im Sprung. Bei den Olympischen Spielen im selben Jahr in Sydney erreichte er mit der rumänischen Mannschaft den sechsten Platz. 2001 wurde Suciu bei den Turn-Weltmeisterschaften 2001 Achter am Pauschenpferd.
Bei den Turn-Europameisterschaften 2002 in Patras konnte Suciu seinen Titel im Sprung nicht verteidigen. Er gewann aber Silber am Pauschenpferd und wurde mit der rumänischen Turnriege im Mannschaftswettbewerb Europameister. Bei den Weltmeisterschaften im gleichen Jahr wurde er Fünfter am Boden und Sechster am Pauschenpferd. 2003 verpasste er bei den Turn-Weltmeisterschaften in Anaheim wieder knapp die Medaillenplätze, als er Vierter am Pauschenpferd, Fünfter mit der Mannschaft und Sechster im Sprung wurde.
2004 wurde Suciu bei den Turn-Europameisterschaften in Ljubljana Doppel-Europameister. Er gewann die Titel am Pauschenpferd und mit der Mannschaft. Im selben Jahr nahm er in Athen an seinen zweiten Olympischen Spielen teil, wo die Rumänen hinter Japan und den USA die Bronzemedaille gewannen. Außerdem erreichte Suciu im Mehrkampf den vierten Platz.
Bei den Turn-Europameisterschaften 2005 war Suciu Sechster im Mehrkampf und Achter am Barren. Bei den Turn-Weltmeisterschaften im selben Jahr in Melbourne wurde er hinter dem Chinesen Xiao Qin Vize-Weltmeister am Pauschenpferd. Danach trat er zurück.
Nach seiner Sportler-Laufbahn wurde Suciu, der 2001 erfolgreich sein Sportstudium abgeschlossen hatte, Trainer. 2010 wurde er zum Nationaltrainer der Jungen ernannt.